# Johnny Kidd
Frederick Albert Heath, känd som Johnny Kidd, född 23 december 1935 i Willesden i Brent, London, död 8 oktober 1966 i Bolton i Greater Manchester (i en bilolycka), var en brittisk rock & roll-sångare, som med sin grupp Johnny Kidd & the Pirates hade en stor hit med "Shakin' All Over". 
Heath började spela gitarr i en skiffle-grupp omkring 1956. Gruppen, känd som "The Frantic Four" och senare som "The Nutters", spelade främst skiffle, pop och rockabilly.

## Diskografi

### Som Johnny Kidd
Singlar
- 1959 – "If You Were The Only Girl In The World" / "Feelin' " (delad singel: Johnny Kidd / Johnny Kidd & The Pirates)
- 1962 – "Hurry On Back To Love" / "I Want That"
- 1962 – "It's Got To Be You" / "I Hate Getting Up In The Morning"
- 1973 – "Shaking All Over" / "A Shot Of Rhythm & Blues"

EP
- 2015 – A Faboulous Freddie Heath Double Bill (delad EP: The Five Nutters / Johnny Kidd)

### Som Johnny Kidd & The Pirates
Singlar (urval)
- 1959 – "Please Don't Touch" / "Growl"
- 1960 – "Shakin' All Over" / "Yes Sir, That's My Baby"
- 1960 – "Magic Of Love" / "Restless"
- 1960 – "You Got What It Takes" / "Longin' Lips"
- 1961 – "Please Don't Bring Me Down" / "So What"
- 1961 – "Linda Lu" / "Let's Talk About Us"
- 1962 – "A Shot Of Rhythm And Blues" / "I Can Tell"
- 1962 – "I Want That" / "So What"
- 1963 – "Hungry For Love" / "Ecstasy"
- 1963 – "I'll Never Get Over You" / "Then I Got Everything"
- 1964 – "Whole Lotta Woman" / "Your Cheating Heart"
- 1964 – "Always And Ever" / "Dr. Feelgood"
- 1964 – "Jealous Girl" / "Shop Around"
- 1965 – "The Birds And The Bees" / "Don't Make The Same Mistake As I Did"
- 1966 – "Send For That Girl" / "The Fool"

EPs
- 1960 – Shakin' All Over
- 1960 – Please Don't Touch EP
- 1963 – I'll Never Get Over You